# Lee Sharpe
Lee Stuart Sharpe (ur. 27 maja 1971 w Halesowen, West Midlands). Były angielski lewy pomocnik, najbardziej znany z gry w Manchesterze United.

## Kariera klubowa
Sharpe jako młody chłopak kibicował Aston Villi. Swoją karierę rozpoczynał w Torquay United, jednak już po 16 rozegranych meczach jego potencjał dostrzeżono w Manchesterze i za 200 000 £ przeszedł do United. Była to wtedy największa kwota transferowa, jaką zapłacono za tak młodego zawodnika.
Po wygryzieniu ze składu Ralpha Milne stał się w sezonie 1990/91 bardzo ważnym ogniwem drużyny, która sięgnęła po Puchar Zdobywców Pucharów. Sam Lee strzelił w tych rozgrywkach jedną bramkę, w półfinałowym meczu z Legią Warszawa. Sharpe w tamtym sezonie ustrzelił także hat-tricka w wygranym 6:2 meczu Pucharu Ligi z Arsenalem. Jego kapitalna forma zaowocowała powołaniami do reprezentacji Anglii, w której zdołał rozegrać jedynie 8 spotkań. W 1991 roku został wybrany najlepszym młodym zawodnikiem ligi. Jego wspaniale zapowiadającą się karierę zahamowało wirusowe zapalenie opon mózgowych. Po tym gdy wyzdrowiał na jego pozycji błyszczał już Ryan Giggs i Lee musiał zmienić klub. W drużynie z Manchesteru rozegrał w sumie 265 spotkań oraz zdobył 36 bramek.
Mimo tego, że po chorobie nie grał już tak dobrze, Leeds United zdecydowało wyłożyć za niego 4,5M £ w lecie 1996, co było rekordową sumą w historii klubu. Jednak kolejne kontuzje już nigdy nie pozwoliły mu grać na takim poziomie jak wcześniej. Z Leeds został wypożyczony do Sampdorii, jednak nie zaaklimatyzował się we Włoszech i już po pół sezonu wrócił do Anglii. Resztę sezonu 1998/99 spędził w Bradford City z którym awansował do Premiership. Klub z Bradford postanowił go wykupić z Leeds za 250 000 £. Gdy w połowie sezonu 2000/01 stracił miejsce w podstawowym składzie, zdecydowano o jego kolejnym wypożyczeniu, tym razem do Portsmouth. Przed zakończeniem profesjonalnej kariery zaliczył jeszcze epizody w Exeter City oraz islandzkim Grindavíkur. W sezonie 2003/04 pojawił się jeszcze w składzie amatorskiego Garforth Town.